# Rhopalocranaus gracilis
Rhopalocranaus gracilis is een hooiwagen uit de familie Manaosbiidae.